# Albești, Dolj
Albești este un sat în comuna Șimnicu de Sus din județul Dolj, Oltenia, România. Se află în partea de nord a județului, la contactul platformei Oltețului cu Câmpia Romanaților, pe malul stâng al Amaradiei, la nord de Craiova.